# نهر البارد
نهر البارد (به عربی: نهر البارد) یک منطقهٔ مسکونی در سوریه است که در شهرستان سقیلبیه واقع شده‌است.

## خصوصیات
نهر البارد  ۴٬۰۱۶ نفر جمعیت دارد.